# Srbská kuchyně
Srbská kuchyně (srbsky Cрпска кухиња) patří mezi balkánskou kuchyni. Její kořeny spočívají v srbských dějinách, včetně staletí kulturních kontaktů a vlivu s Byzancí, Osmany, zaniklou Jugoslávií a balkánskými sousedy. Historicky se srbské jídlo vyznačovalo silným vlivem byzantské (řecké) a středomořské kuchyně, ale také osmanské (turecké) kuchyně a v menší míře středoevropské kuchyně. V restauracích se podávají také jídla italská, čínská, indická nebo japonská. Přesto má Srbsko své národní delikatesy a často je má společné se zeměmi bývalé Jugoslávie. Hojně je rozšířeno mleté maso, sýry, pečivo i zákusky. Mezi typická jídla patří pljeskavica, čevabčiči nebo džuveč. Z nápojů je oblíbená rakije.

## Suroviny

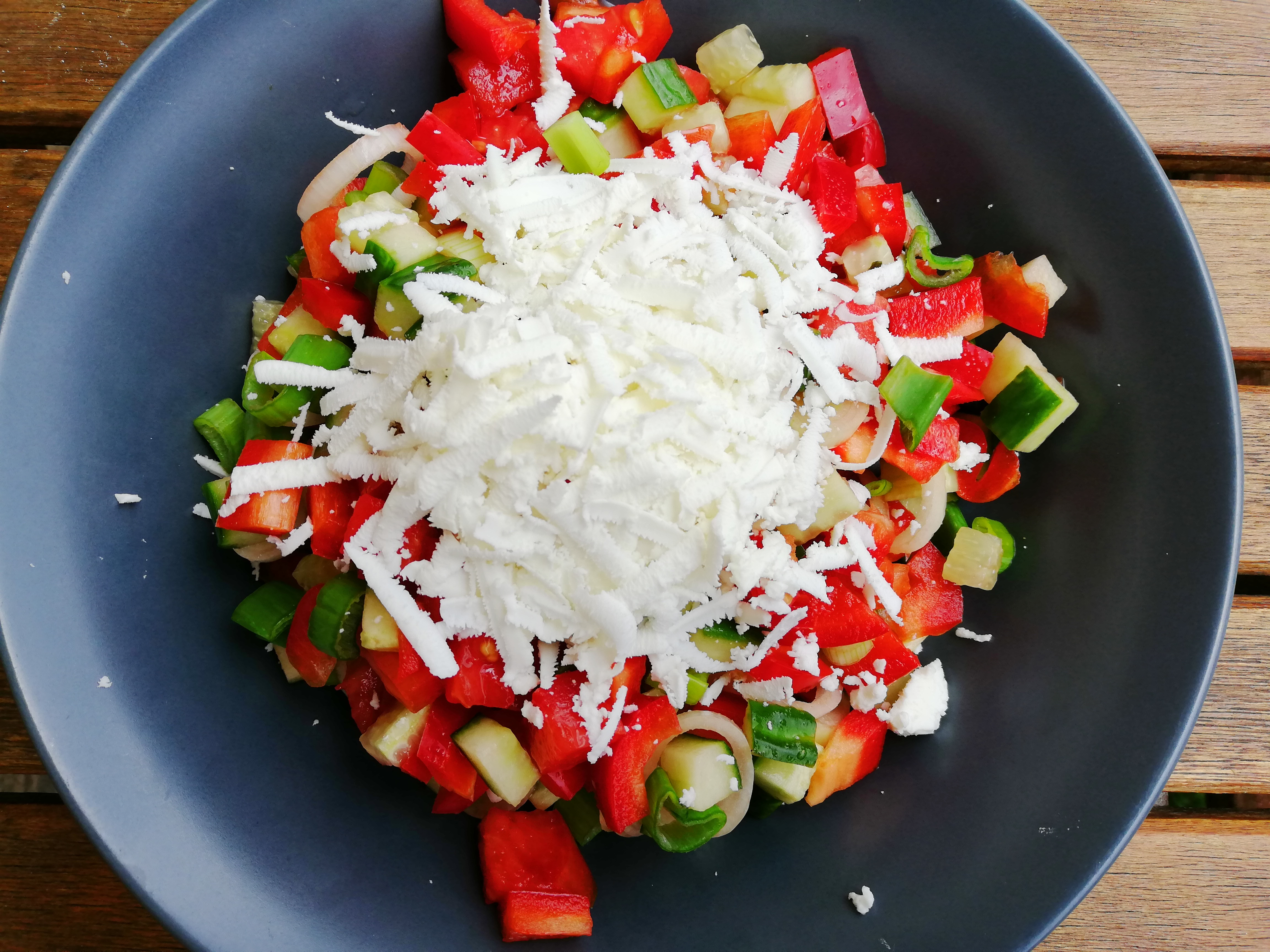
Šopský salát

Pro srbskou kuchyně je typické využití vepřového masa, které se často griluje na roštu - roštilj. Dalším oblíbeným masem je mleté hovězí maso, které se zpracovává stejně jako všude na Balkáně do ćevapčići nebo plískavice. Dále je používáno maso jehněčí, sýry, jogurty a vejce. Jídla jsou často mastná a těžká.
K polévkám i hlavním jídlům se podává chléb. Často se připravuje ze směsi pšenice, ječmene a žita. Přípravě chleba se tady vždy věnovala zvláštní péče. Bohatší vrstvy jedli pšeničný chléb, chudší vrstvy jedli oves, žito a pohanku. Pita je suchý chléb ve formě placky orientálního či arabského typu.
Jogurty jsou další oblíbenou potravinou. Prodávají se v různých konzistencích, mohou se tak pít nebo jíst lžičkou. Často se snídají, ale mohou se popíjet i během dne. Jogurt se může objevit i na nápojovém lístku v restauraci.
Ke všem jídlům se podávají osvěžující a zdravé saláty. Velmi oblíbený je šopský salát, nejčastěji obsahuje rajčata, okurky a cibuli. Vše zalité olivovým olejem a posypané sýrem balkánského typu – fetou. Zelný salát se připravuje z čerstvě nastrouhaného zelí, soli, pepře a olivového oleje. Vše se hněte rukou, až čerstvé zelí zkřehne.

## Stravování
Pro Srbsko je typická snídaně a dvě teplá jídla. Ke snídani se nejčastěji konzumuje jogurt, sýry, uzenina a chléb. K obědu a večeři jsou podávány husté polévky, guláše a zelná jídla. Až do poloviny 20. století se ve většině domácností používala jenom lžíce.
Srbové při obědě a večeři nepospíchají a jídlo si vychutnávají. Rodiny se pravidelně scházejí k tabuli se studenými a teplými jídly. Na stole se nachází šunka, vejce, slanina, zralý sýr, mladý kajmak a pihtije. Vařená jídla zastupují husté polévky, pečené maso, grilované maso nebo sarma. Na závěr jsou podávány tradiční srbské zákusky.

## Pokrmy

### Polévky
Polévky se těší velké oblibě. Vývary jsou podávané jako předkrm a husté polévky jako samostatné jídlo. Husté polévky často připomínají guláš. Srbská čorba je národním jídlem, je připravována z cibule, masa, fazolí, rajčat, papriky a dalších surovin.

### Hlavní jídla
- Roštilj, grilované maso, název pochází od srbského názvu grilu - roštilj.
- Ražnjići, kousky masa(nejčastěji vepřové, ale občas také jehněčí nebo hovězí) se zeleninou napíchnuté na špízu.
- Pljeskavica, grilovaná kořeněná placka z mletého masa - vepřového nebo jehněčí.
- Čevapčiči, připravuje se ze směsi kořeněného umletého hovězího, libového vepřového a jehněčího masa. Směs se vytvaruje do podlouhlých šišek a griluje se.
- Sarma, závitky z mletého masa a rýže ve vinném nebo zelném listu.
- Lepinja, kulaté pečivo s plackou z grilovaného mletého masa. Podobá se hamburgeru. Nejvhodnější přílohou je zelenina - cibule, rajčata, čerstvě nastrouhané zelí.
- Gibanica, zapečené listové těsto prokládané zeleninou, sýrem, míchanými vejci a bylinkami.
- Burek, nejtypičtější balkánské jídlo, listové těsto s mletým masem, sýrem nebo špenátem. Specializované pekárny na tento pokrm se nazývají Buregdžinica.

### Sladká jídla
- Lokum (lukum), želé servírované v malých kostkách obalených v cukru.
- Baklava, velmi sladký dezert obvykle s ořechovou náplní, ještě máčený či nakládaný v sirupu nebo medu.
- Tulumby, laskomina z ořechů, čokolády a sladkého ovoce s cukrovou zálivkou. Původ v Turecku.
- Vanilkové rohlíčky, podobné našim, ale pečou se celoročně.
- Slatko, zavařené ovoce připomínající naše džemy z meruněk, jablek, lesního ovoce nebo švestek.

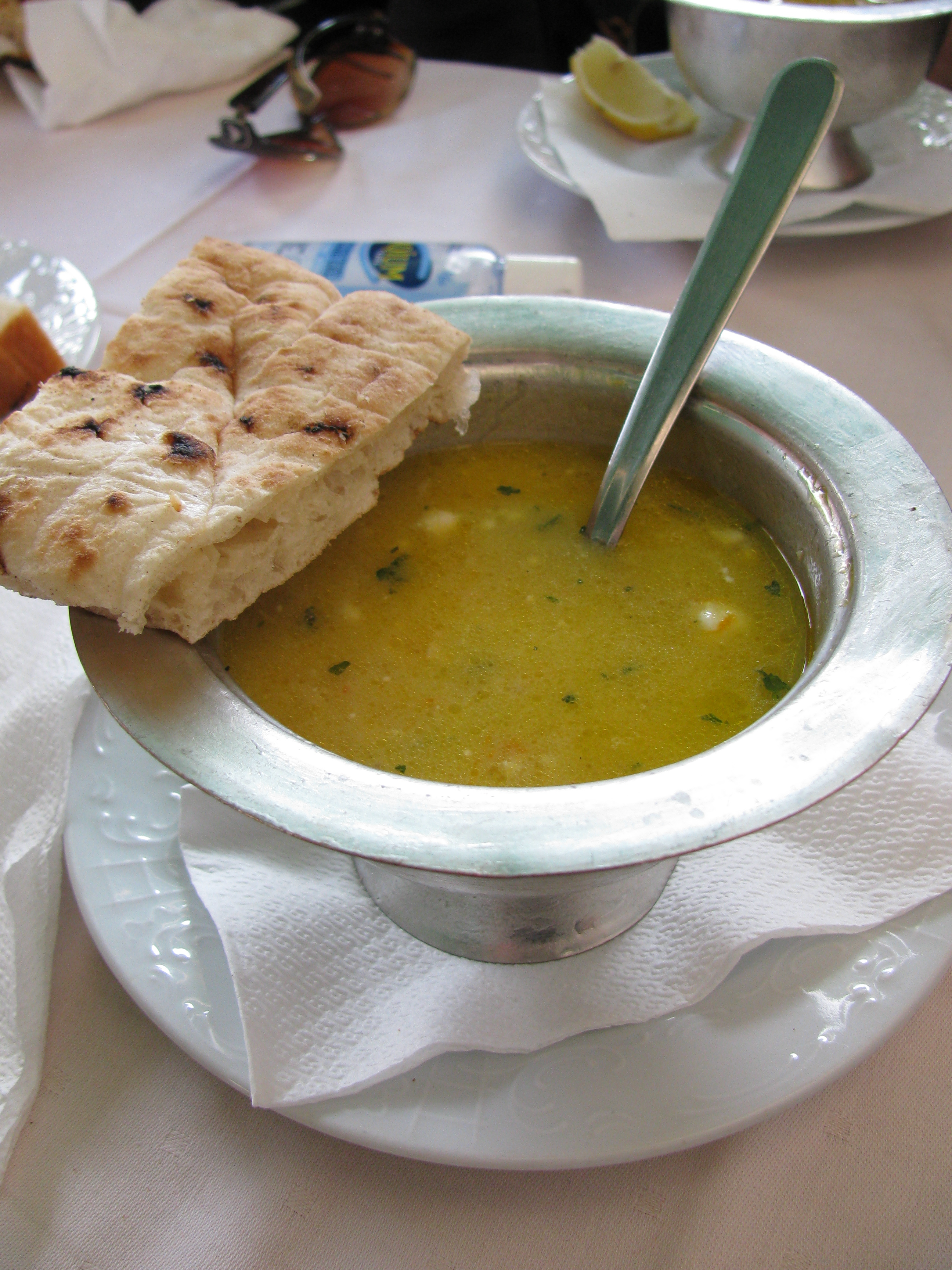
Čorba, oblíbená polévka
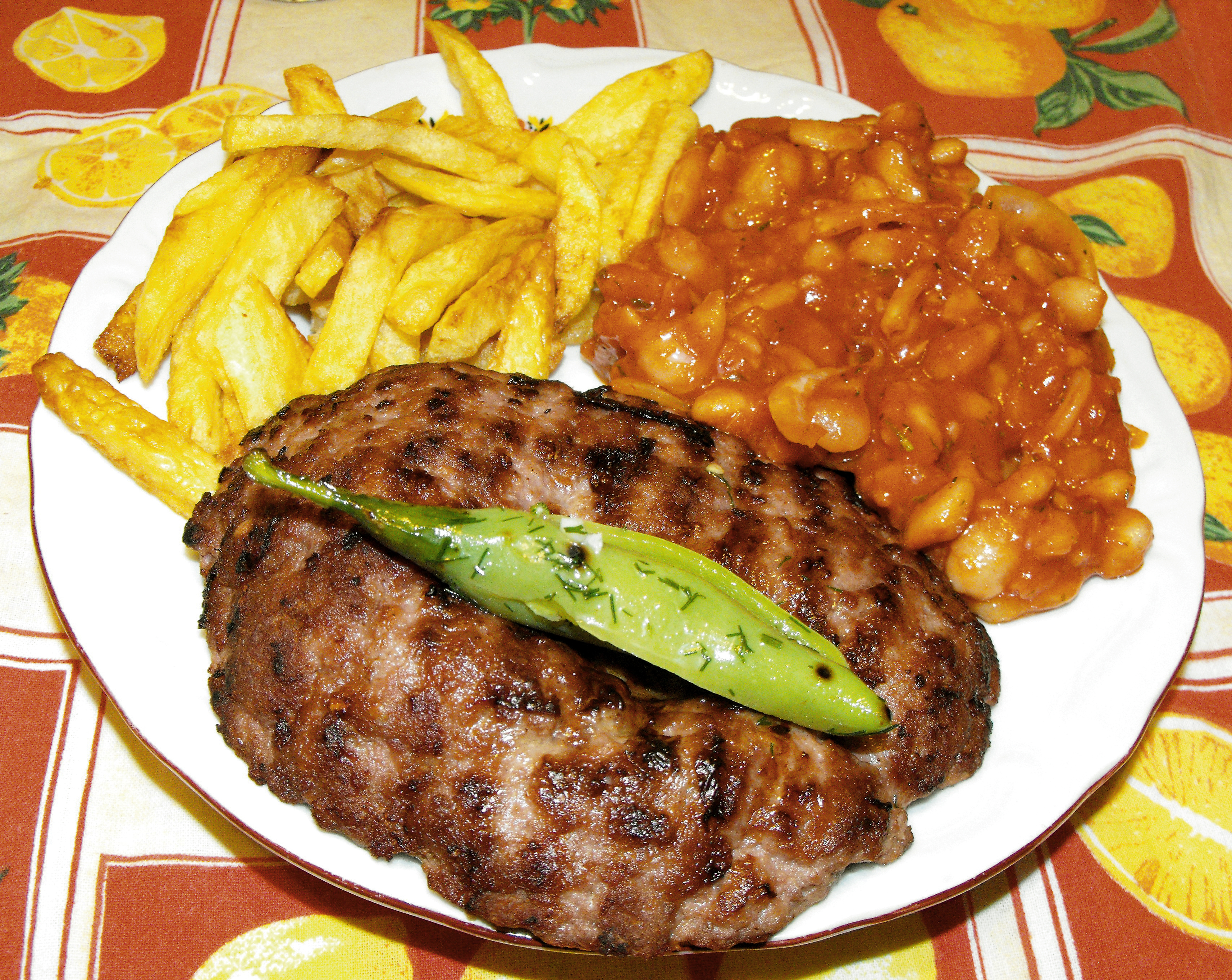
Pljeskavica, placka z mletého masa
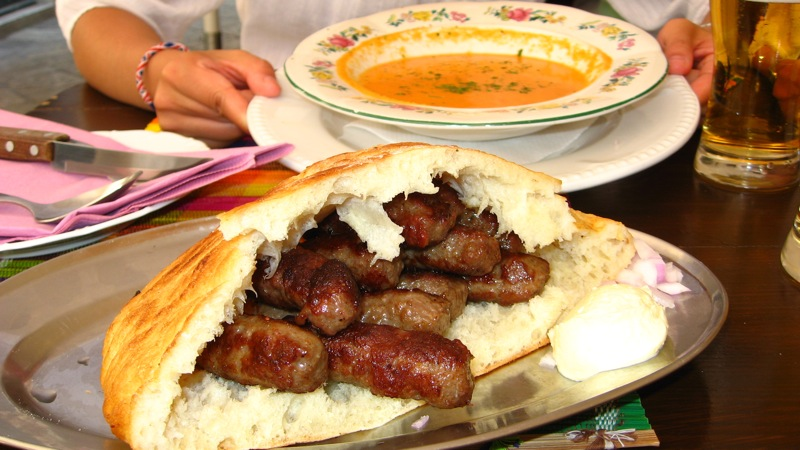
Čevabčiči
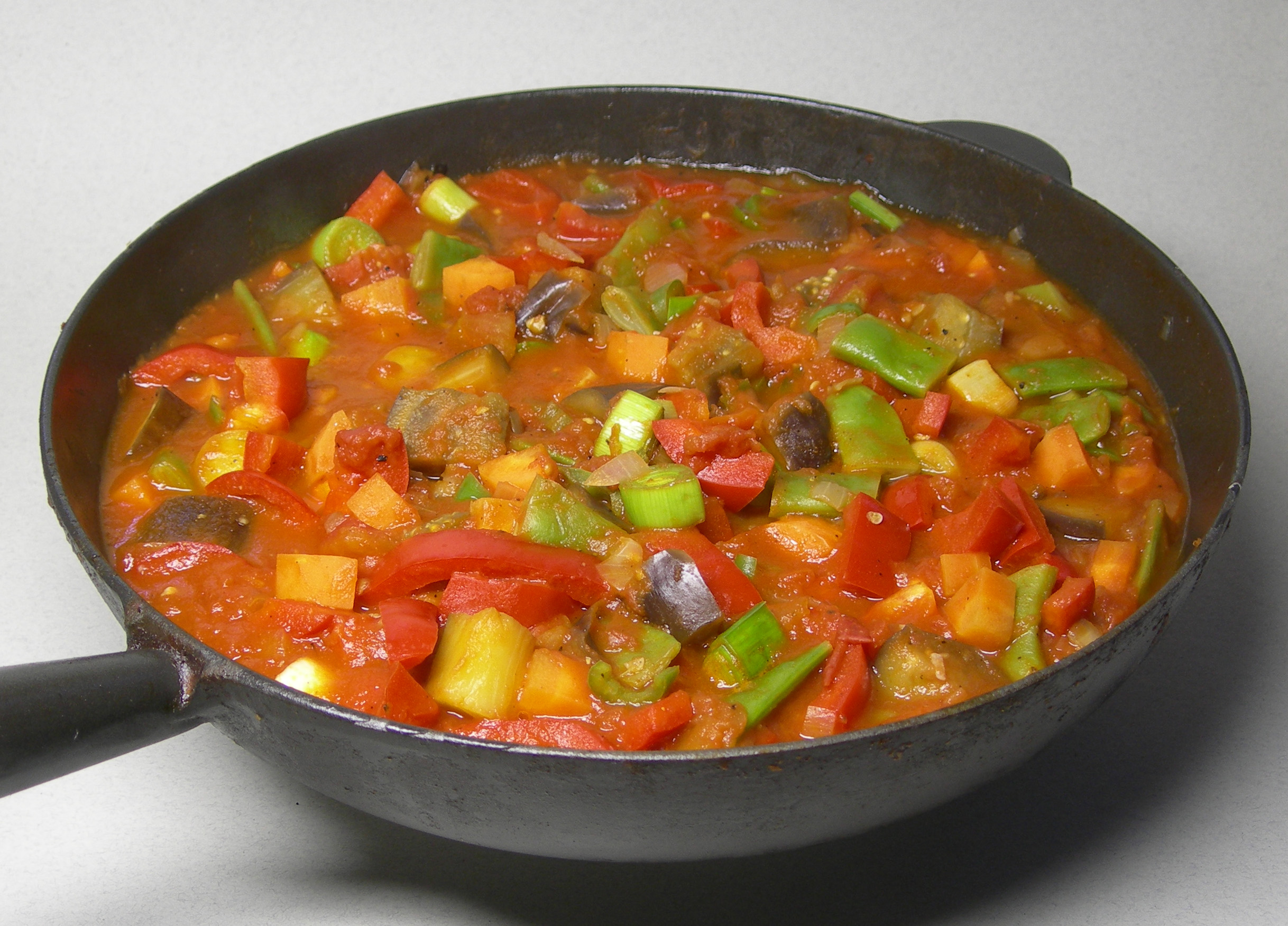
Džuveč
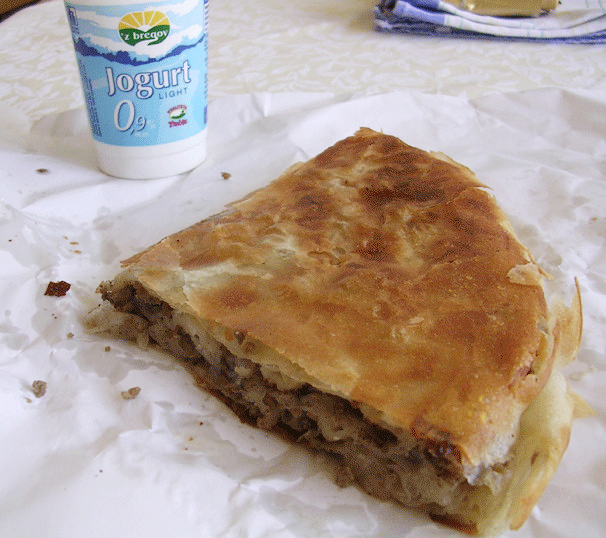
Burek
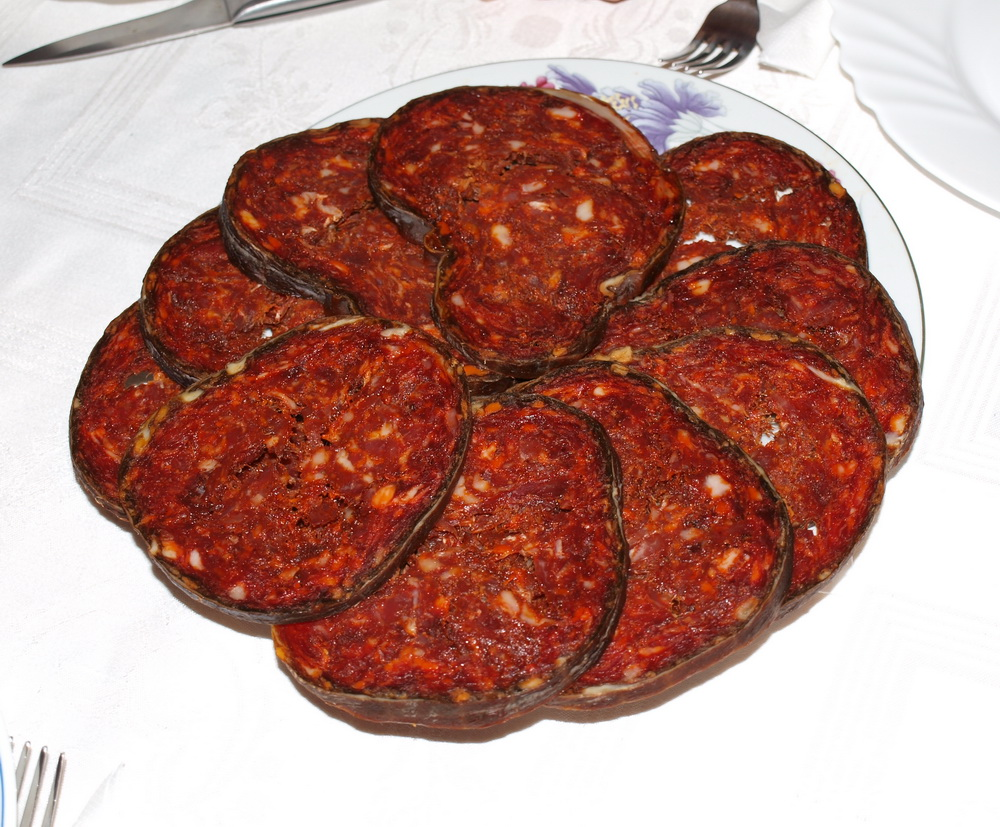
Salám kulen
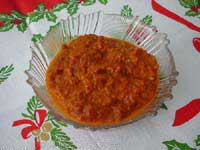
Ajvar
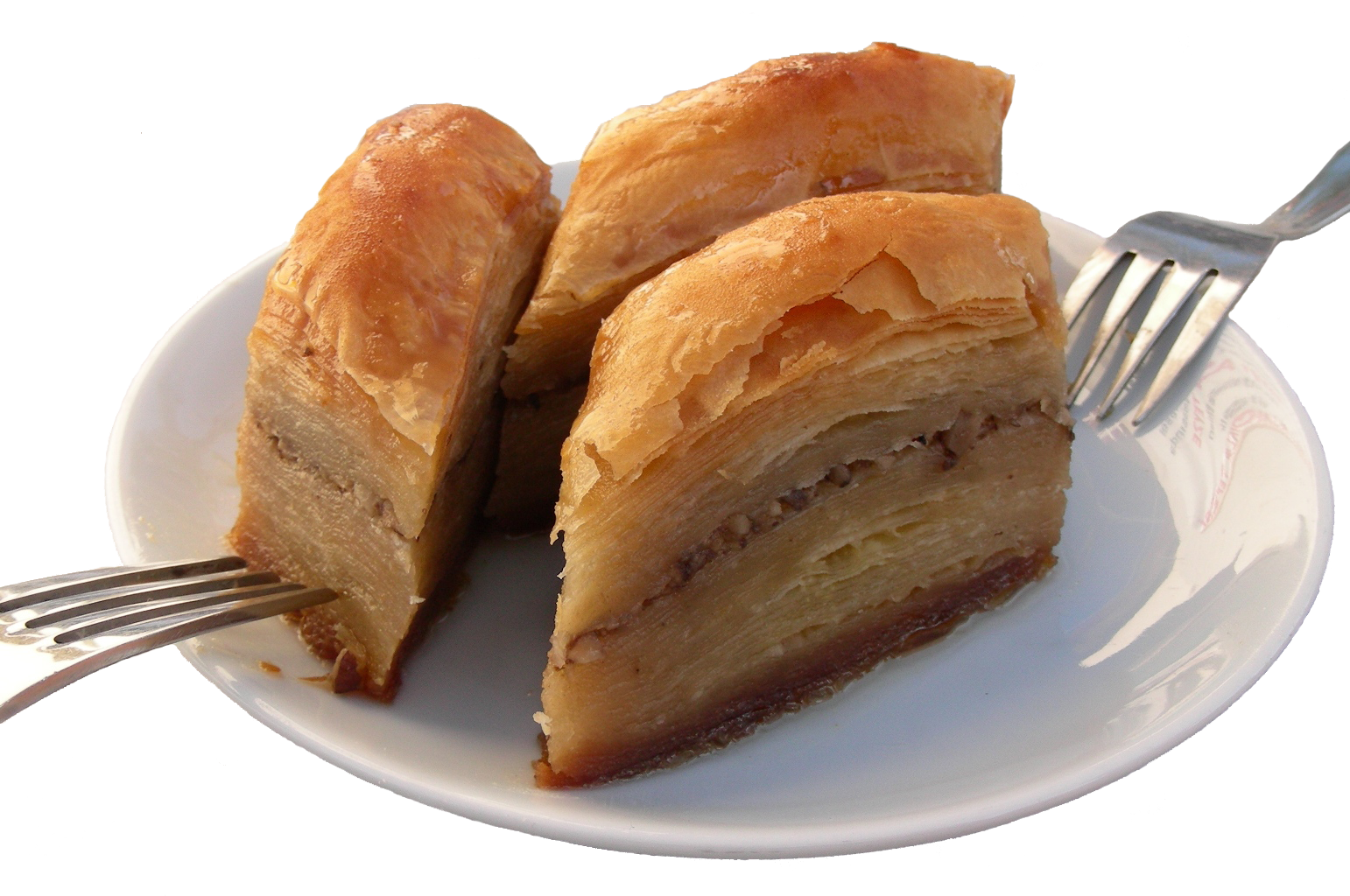
Baklava, sladkost s ořechy

## Nápoje

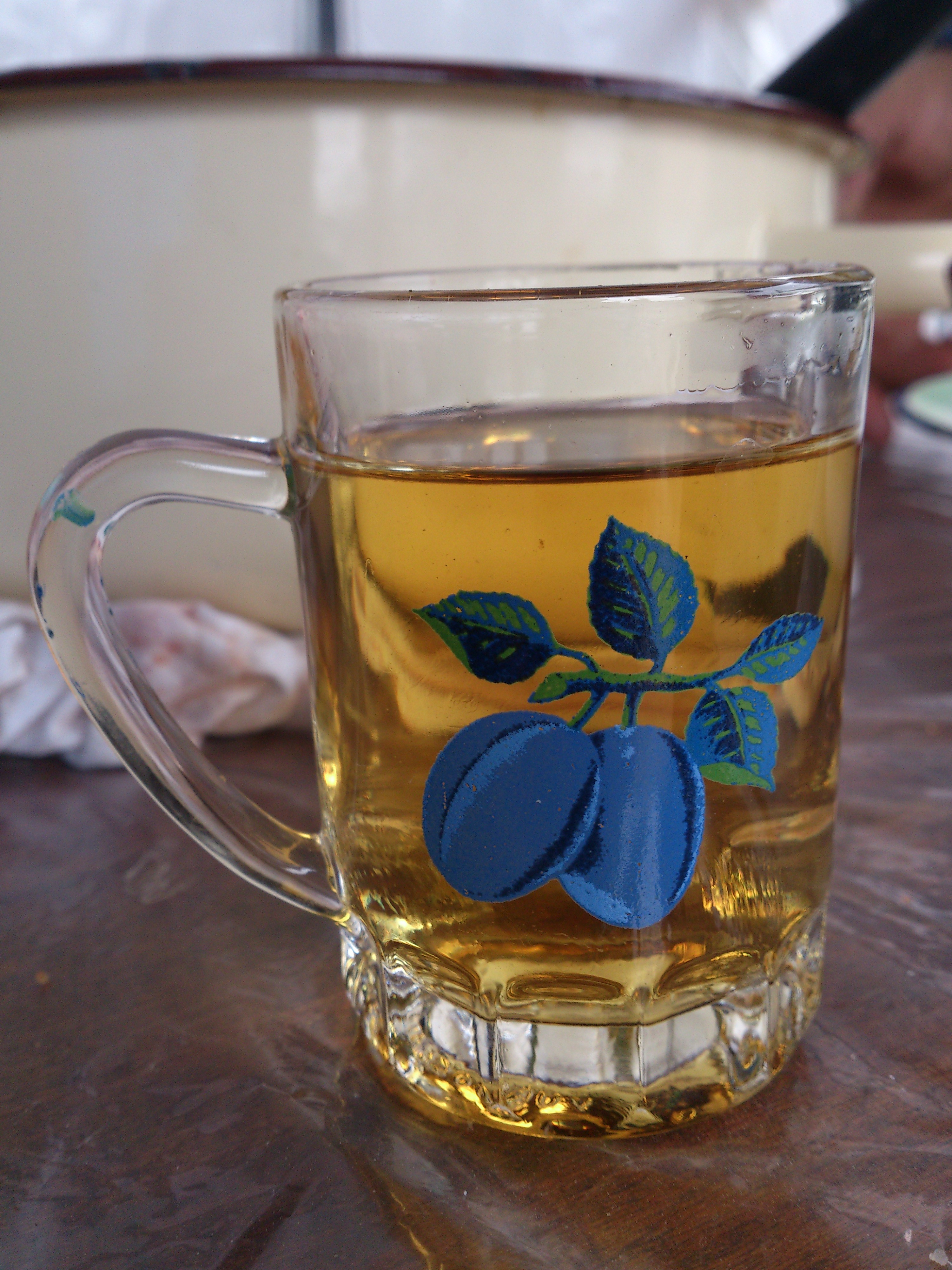
Rakija, šljivovica

- Káva, ta pravá se připravuje v djezvě (džezvě), všude se dostane espresso, cappuccino a další druhy kávy.
- Rakija, pálenka, šljivovica (ze švestek), lozovačka (z vinné révy), kajsijevačka (z meruněk), rakija od maline (z malin), viljamovka (z hrušek), dunjevačka (z kdoule).
- Pivo, místní pivo se prodává pod značkami Jelen a Nikšićko.